# كوين سنايدر
كوين سنايدر (بالإنجليزية: Quin Snyder)‏ مواليد 30 أكتوبر 1966 في ميرسير آيلاند، هو لاعب كرة سلة أمريكي تحول إلى التدريب بعد الاعتزال يدرب فريق يوتاه جاز في الرابطة الوطنية لكرة السلة.

## روابط خارجية
- كوين سنايدر على موقع كلية كرة السلة في سبورتس رفرنس.كوم (الإنجليزية)
- كوين سنايدر على موقع ريلجم (الإنجليزية)
- كوين سنايدر على موقع سبورتس رفرنس (الإنجليزية)
- كوين سنايدر على موقع كلية كرة السلة في سبورتس رفرنس.كوم (الإنجليزية)